# Приворотень безбородий
Приворотень безбородий (Alchemilla imberbis) — вид квіткових рослин родини трояндових (Rosaceae).

## Поширення
Ендемік України.
В Україні росте у Закарпатті, Карпатах (у всіх районах), на Поліссі, в Лісостепу.